# Ouahabou
Ouahabou est une commune rurale située dans le département de Boromo de la province des Balé dans la région de la Boucle du Mouhoun au Burkina Faso.

## Géographie
La commune est traversée par la route nationale 1.

## Histoire

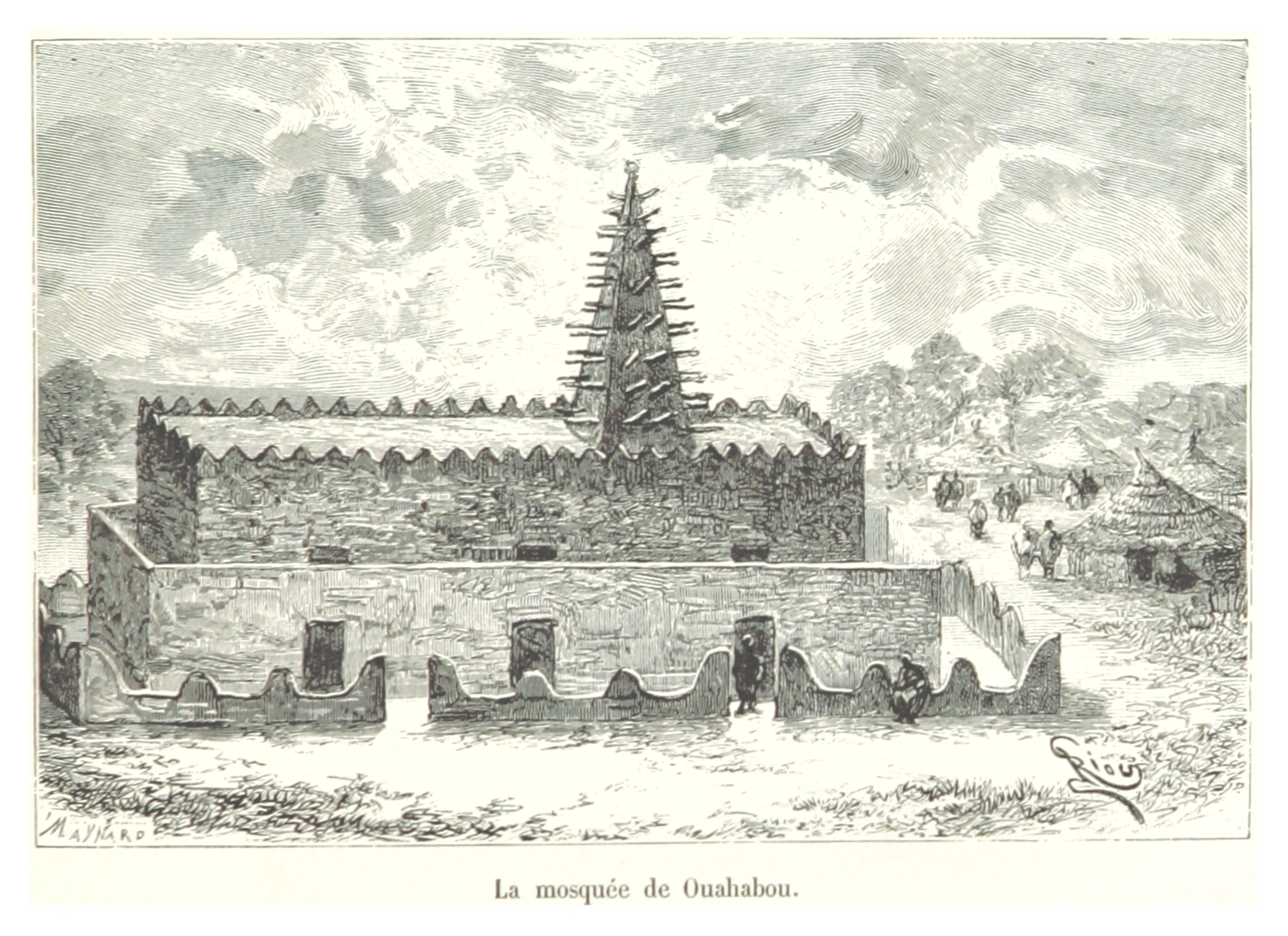
La mosquée de Ouahabou (illustration de Du Niger au golfe de Guinée, par le pays de Kong et le Mossi, de Louis-Gustave Binger)

Louis-Gustave Binger y entre le dimanche 20 mai 1888. Il en laisse une longue description : « Ouahabou est très grand et renferme quantité de terrains vagues. Le village s'étend de l'est à l'ouest et a environ 1 500 à 1 800 mètres de longueur, tandis que sa largeur du nord au sud n'excède pas 500 mètres. Le tata qui l'entoure consiste en un petit mur d'enceinte à moitié détruit d'une hauteur maximum de 1,50 m aux endroits où il est encore en état ».
Lorsqu'il y entre, le village est relativement désert. Il estime la population à 700 ou 800 habitants. Binger décrit ensuite les habitations : « Les constructions sont toutes en terre, à toit plat ou recouvertes en chaume ; aucune ne diffère de celles que j'ai eu souvent l'occasion de décrire ».
Il trouve la mosquée remarquable : « Il n'y a de remarquable à Ouahabou que la mosquée, en ce sens qu'elle diffère des mosquées de Kong par quelques dispositions extérieures. La mosquée est séparée de la place qui l'entoure par un premier mur d'enceinte assez élevé pour qu'on ne puisse voir dans la cour, et par un second petit mur en bornes reliées entre elles. Ces bornes servent à limiter l'endroit où le public peut venir causer sans déranger les fidèles. Ces deux cours sont proprement sablées d'un beau rouge, et les murs d'enceinte, la mosquée et le minaret sont blanchis à la cendre. L'ensemble de cette construction est sévère ».
Binger dresse un léger historique de la bourgade : « Ouahabou est le village dafina situé le plus au sud sur la frontière du Niéniégué. Il y a une cinquantaine d'années, il n'était pour ainsi dire habité que par des Bobo-Niéniégué et fort peu de Dafing, lorsqu'un marabout originaire des environs de Saro vint s'y fixer et y entreprendre la conversion à l'islamisme des peuplades païennes de la région ».
La description complète du séjour de Binger à Ouahabou occupe les pages 415 à 421 du récit de voyage de l'explorateur. Binger quitte le village le samedi 26 mai 1888.

## Éducation et santé
La commune accueille un centre de santé et de promotion sociale (CSPS).